# 藍尾鼻魚
藍尾鼻魚，為輻鰭魚綱鱸形目刺尾魚亞目刺尾魚科的其中一個種，於1994年由美國魚類學家約翰·歐內斯特·蘭德爾(John Ernest Randall) 首次正式描述，其模式產地為菲律賓內格羅斯島的杜馬格特。分布於中西太平洋的菲律賓及印尼海域，棲息深度20-25公尺，本魚體呈橢圓形且側扁，上唇和眶內空間之間的頭部背部輪廓是直的，眼睛和鼻孔之間有一個凸起，尾鰭為藍色，生活時顏色為藍灰色或棕灰色，下體顏色較淺，甚至呈黃色，胸鰭下方有一個黃色斑塊，背鰭硬棘4-5枚、背鰭軟條28-30枚、臀鰭硬棘2枚、臀鰭軟條29枚，體長可達40公分，體重可達1.1公斤，棲息在礁石區，成群活動。

## 擴展閱讀
維基物種上的相關：藍尾鼻魚